# Dresden Gas
Die Dresden Gas GmbH (DG) war in den Jahren von 1991 bis 1997 für die Gasversorgung in der Stadt Dresden zuständig. Das am 28. Juni 1991 gegründete Unternehmen entstand aus dem VEB Energiekombinat Dresden durch Abspaltung der Gasaktivitäten und Aufteilung in die Stadtversorgung (Dresden Gas) und die Versorgung der Region (GASO, Gasversorgung Sachsen Ost).

## Geschichte
1990 wurde die Gasversorgung Dresdens neu organisiert. Ein Abkommen zwischen der Stadt Dresden und der Ruhrgas AG vom Dezember 1990 sah die Gründung einer GmbH durch die Technischen Werke Dresden und der Ruhrgas AG für die Gasversorgung im Bereich der Stadt Dresden vor. Am Stammkapital der Gesellschaft wurden die Technischen Werke Dresden GmbH mit 51 % und die Ruhrgas AG mit 49 % beteiligt. Die Ruhrgas sicherte sich das Recht, einen Teil ihres Geschäftsanteils auf andere in der Gasversorgung tätige Unternehmen zu übertragen. Dies geschah vor dem Hintergrund kartellrechtlicher Überlegungen.
Die Gründungsgesellschafter der Dresden Gas GmbH waren:
- Technische Werke Dresden GmbH: 51,0 %
- Ruhrgas AG: 19,5 %
- GEW Gas-, Elektrizitäts- und Wasserwerke Köln AG: 19,5 %
- GESO Geschäftsbesorgung Sachsen Ost AG: 10,0 %

Im Juli 1991 schlossen die Technische Werke Dresden GmbH und die Treuhandanstalt den Ankaufvertrag über das Gasvermögen der Stadt Dresden, der Vertrag wurde vollzogen wie vereinbart. Erster Geschäftsführer der Gesellschaft waren Ralph Reinsperger, Geschäftsführer der Technische Werke Dresden, Otto Schmitz und Karl Kunterding. Nach dem Ausscheiden von Ralph Reinsperger und dem Weggang von Otto Schmitz wurde Arno Reintjes Geschäftsführer der Dresden Gas GmbH und Stefan Richtstein wurde zum kaufmännischen Prokuristen berufen. Der Aufsichtsrat wurde geleitet von Peter Czerney, Erster Bürgermeister von Dresden (ca. fünfjährige Amtszeit). Sein Stellvertreter war Friedrich Späth.
Der Sitz der Gesellschaft war auf dem Gelände der ehemaligen Gasanstalt Dresden-Reick.

### Erdgasumstellung
Prägend für die Arbeit der Dresden Gas war die Umstellung der Stadt Dresden von Stadtgas auf Erdgas. Im Dezember 1990 wurden die Arbeiten zur Umstellungsplanung aufgenommen sowie Marktanalysen durchgeführt. Für die nötige Sanierung von Altlasten, die mehrere Millionen DM kosteten, hatte die Treuhandanstalt eine Kostenbeteiligung von bis zu 90 % in Aussicht gestellt. Insgesamt waren 30.000 Kunden umzustellen. Wegen des erhöhten Erdgasbedarfs baute die Verbundnetz Gas AG mit einem Investitionsvolumen von 50 Millionen DM eine Erdgasleitung, ausgehend vom Raum Freiberg bis zur Stadtgrenze Dresden. In Dresden entstanden die neuen Übergabestationen (Netzkoppelpunkte) Rippien, Kaditz, Lockwitzgrund, Meußlitz und Söbrigen. Nach Abschluss der Vorbereitungsarbeiten gab am 3. Februar 1992 der Dresdner Oberbürgermeister mit dem Entzünden der ersten Erdgasfackel für Dresden den Startschuss zur Umstellung. Wöchentlich konnten in der Folgezeit bis Anfang 1995 bis zu 2.000 Haushalte umgestellt werden.

### Wirtschaftliche Situation
Durch die Erdgasumstellung und die erheblichen Ersatz- und Erweiterungsinvestitionen im Stadtgebiet realisierte die Gesellschaft in den ersten Jahren erhebliche Verluste in Höhe von 32 Mio. DM (1992), 28 Mio. DM (1993), 30 Mio. DM (1994) und 15 Mio. DM (1995).
Durch die Erdgasumstellung wuchs die Gesellschaft schnell. So stieg der Gasabsatz alleine in den Jahren 1992 auf 1993 um 70 % auf 1.091 GWh.

### Beendigung der Aktivitäten
Im Jahr 1997 wurde im Rahmen einer Neustrukturierung die Dresden Gas GmbH mit der DEF Dresdner Elektrizitäts- und Fernwärmeversorgung GmbH fusioniert. Seitdem firmiert die Gesellschaft als DREWAG – Stadtwerke Dresden GmbH.